# Agustín García Íñiguez
Agustín García Íñiguez, eller bara Agus, född 3 maj 1985 i Bonete,  Albacete i Spanien, är en spansk fotbollsspelare som för närvarande spelar som försvarare för Segunda División-laget Alcorcón. Tidigare har han spelat för Albacete, Real Madrid Castilla, Celta Vigo och Córdoba.

## Fotnoter
1. ↑  transfermarkt.com, transfermarkt.com spelar-ID: 18646, läst: 9 oktober 2017.[källa från Wikidata]
2. 1 2  läs online, www.uslchampionship.com , läst: 21 juli 2020.[källa från Wikidata]
3. ↑  FBref, FBref.com spelar-ID: ef7a542c.[källa från Wikidata]